# 【sélf】
『【sélf】』（セルフ）は、アメリカ合衆国の日本人ロックバンド、THE RiCECOOKERSの1stフルアルバム。2011年7月13日にBOWINMAN MUSIC PUBLISHINGから発売。

## 概要
とにかく自分たちが自信をもってかっこいいと思える曲だけを詰め込んだアルバム。初回生産限定で紙ジャケット仕様である。

## 収録曲
1. manifesto [3:44]
作詞・作曲：Tomomi Hiroishi
2. 遅カレ早カレ [3:57]
作詞・作曲：Kota Fujii
  - 日本古謡の「さくらさくら」の歌詞の一部を引用している。
  - 和のイメージで作った楽曲。特に、ギターのフレーズは琴をイメージしている。
3. Eye Rhyme [4:00]
作詞・作曲：Tomomi Hiroishi
4. 無憂樹 [6:37]
作詞・作曲：Kota Fujii
  - 読み方は「むゆうじゅ」。
  - 2013年現在、最長の楽曲。
5. INTERlube [2:32]
作曲：Tomomi Hiroishi
  - 廣石がブルックリンからマンハッタンに出る時の地下鉄の車内放送と周りの音をiPhoneでサンプリングし、ドラムなどをミックスして作ったインスト曲。
6. SAKANAGI [2:55]
作詞・作曲：Tomomi Hiroishi
  - PVが制作されている楽曲。
7. Cellophane Water [4:26]
作詞・作曲：Tomomi Hiroishi
  - ライブ毎にアレンジされる楽曲。
8. I=W [3:22]
作詞・作曲：Tomomi Hiroishi
  - タイトルは物理の公式からとっている。
9. KARUNA [3:07]
作詞・作曲：Tomomi Hiroishi
10. Surrender [5:14]
作詞：Tomomi Hiroishi 作曲：Kota Fujii
  - このアルバムの中で最も古い楽曲。
11. ディペイズマン [3:58]
作詞・作曲：Kota Fujii

全編曲：THE RiCECOOKERS